# Ivan Alekseevič Gagarin
Il principe Ivan Alekseevič Gagarin, in russo Иван Алексеевич Гагарин? (Mosca, 16 settembre 1771 – Mosca, 12 ottobre 1832), è stato un politico, nobile e militare russo.
Fu consigliere privato dello zar e senatore.

## Biografia

### I primi anni

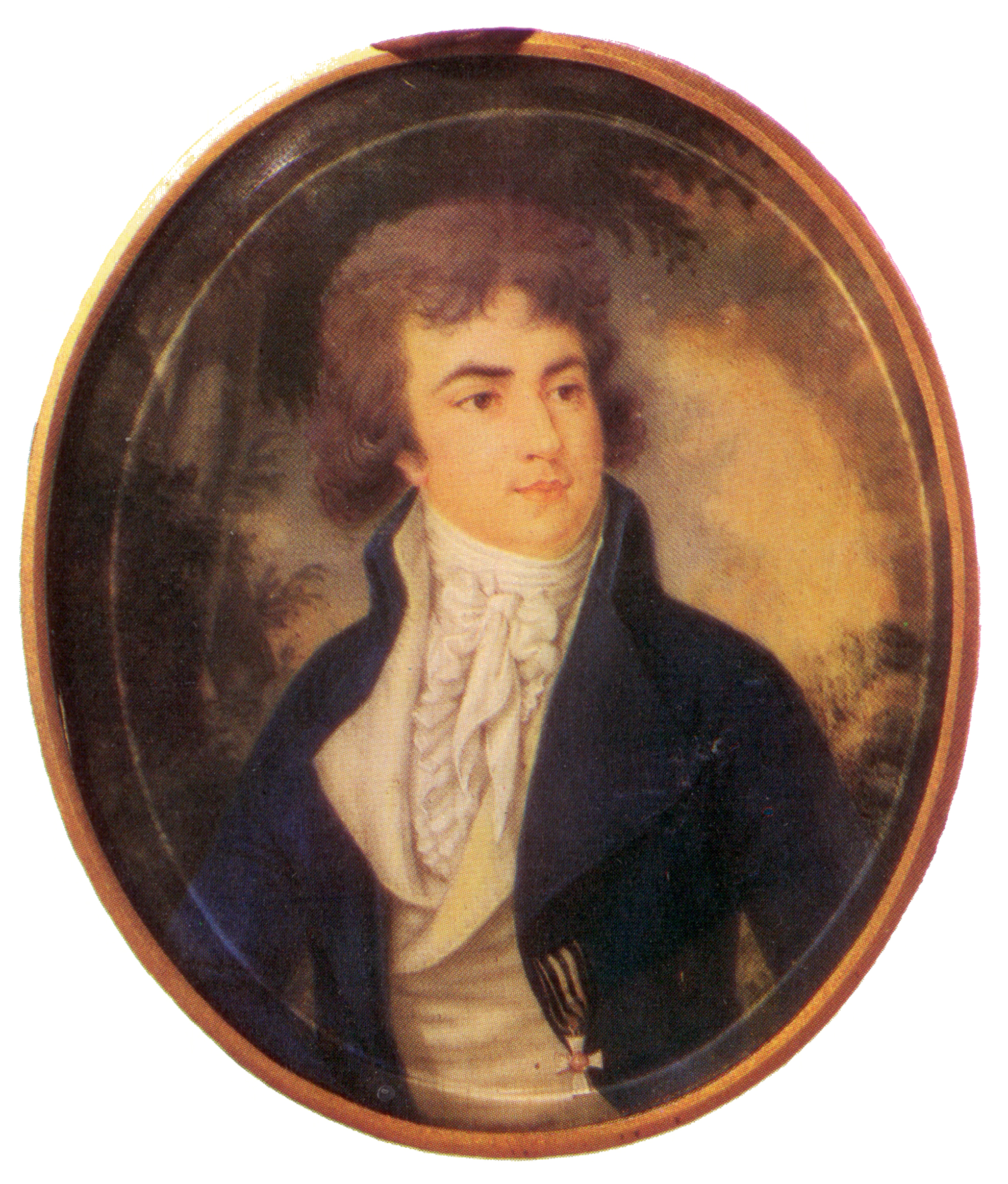
Il giovane principe Gagarin in una miniatura d'epoca

Figlio del consigliere privato principe Aleksej Ivanovič Gagarin e di sua moglie Irina Grigor'evna, figlia del principe Grigorij Alekseevič Urusov, nacque a Mosca il 16 settembre 1771.
All'età di due anni, il 10 gennaio 1773, venne arruolato nel reggimento Preobraženskij e poi nel 1776 nel reggimento Izmailovskij. All'inizio del suo servizio attivo, il 1º gennaio 1790, venne promosso alfiere e si recò sul campo nell'ambito della guerra russo-turca. Dal 1º gennaio 1791 venne nominato sottotenente ed il 25 marzo, per la sua partecipazione alla presa di Ismailia, ricevette la IV classe dell'Ordine di San Giorgio.
Il 1º gennaio 1792 fu promosso tenente, il 1º gennaio 1796 divenne capitano. Il 1º gennaio 1795 gli venne concesso a corte l'incarico di ciambellano.

### Alla corte di Ekaterina Pavlovna
Il 13 giugno 1799 venne ammesso alla corte della granduchessa Elena Pavlovna e il 13 ottobre fu trasferito nella stessa posizione sotto la granduchessa Ekaterina Pavlovna. Il 25 ottobre 1810 fu nominato ciambellano e responsabile della corte della granduchessa Ekaterina Pavlovna che si stabilì col marito, il principe Giorgio di Oldenburg, a Tver'. I molti anni di servizio sotto la granduchessa gli fecero guadagnare la sua fiducia e gli fruttarono diverse importanti decorazioni di stato. Il giorno del secondo matrimonio della granduchessa, il 12 gennaio 1816, il principe Gagarin ottenne di essere ammesso alla corte imperiale.

### Senatore

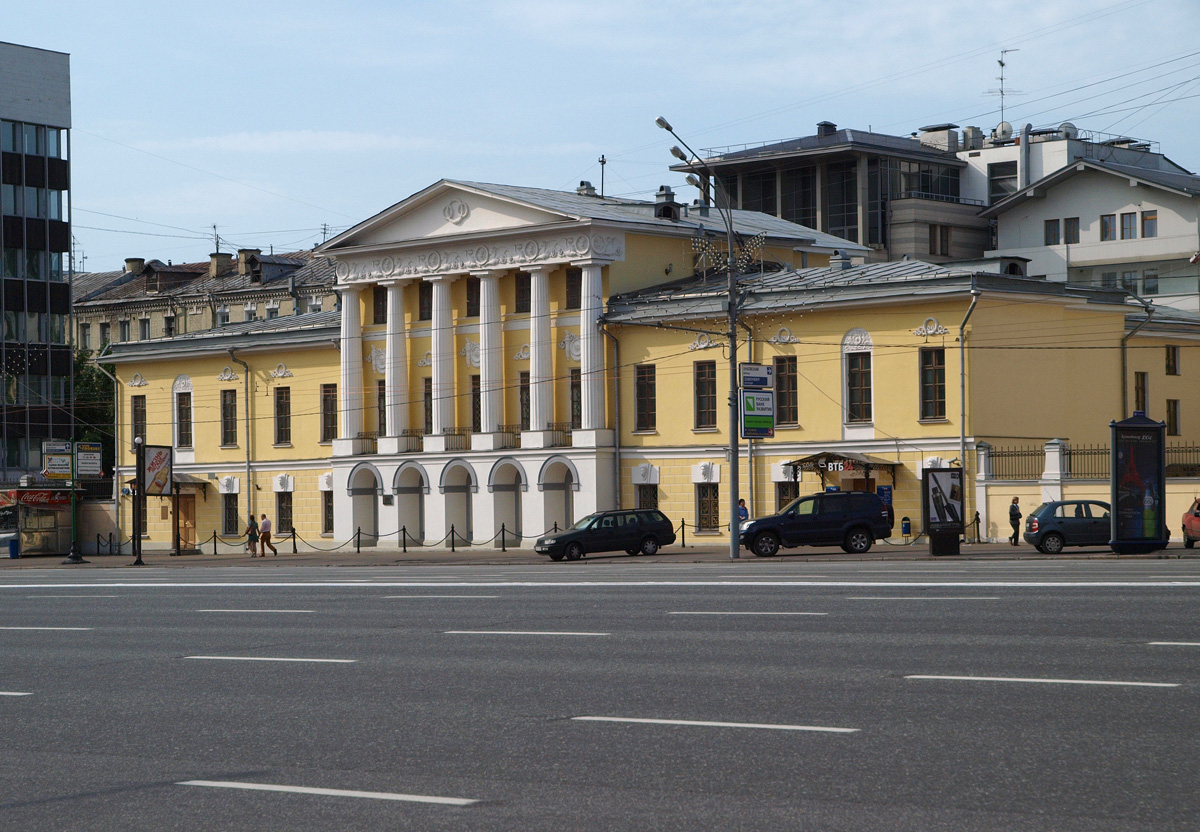
Il Palazzo di Ivan Alekseevič Gagarin, residenza del principe a Mosca

Il 22 febbraio 1819 venne nominato senatore e consiglieri della Corona imperiale.
Alla fine del 1820, Gagarin fondò, insieme a Pëtr Andreevič Kikin e A. I. Dmitriev-Mamonov, la Società per l'incoraggiamento degli artisti con l'obiettivo di "promuovere la diffusione delle belle arti in Russia, approvando e incoraggiando le doti degli artisti russi".
Fu presente prima nella II sezione del V dipartimento del Senato (1819-1827), e poi nella II sezione del VI dipartimento. Nel dicembre del 1820, Gagarin venne inviato nella provincia di Podolsk per indagare sulle cause dell'epidemia in Bessarabia e rivedere le misure prese contro la sua diffusione, nonché per ispezionare l'intera provincia.
Il 14 febbraio 1826, dopo 35 anni di servizio, ricevette il IV grado dell'Ordine di San Vladimiro. Nel 1826 venne nominato tra i membri della Suprema Corte Penale chiamata a giudicare il caso dei decabristi. Nel 1829 divenne consigliere privato.

### La massoneria
Il principe Gagarin fu un massone, missione che egli portò avanti non solo con le opere di carità, ma anche con un'attiva propaganda. Fu tra il primo tra i fondatori della Loggia russa dell'Aquila di San Pietroburgo che venne ufficialmente inaugurata il 12 marzo 1818, giorno dell'ascesa al trono di Alessandro I. Gagarin venne proposto come gran maestro dell'istituzione, guadagnandosi in breve tempo la stima degli altri frammassoni.
Morì il 12 ottobre 1832 e fu sepolto a Mosca, nel monastero di Novospasskij. Diversi anni prima della sua morte, acquistò dai Golicyn la tenuta di Pechra-Jakovlevskoe, vicino a Mosca.

## Matrimonio e figli

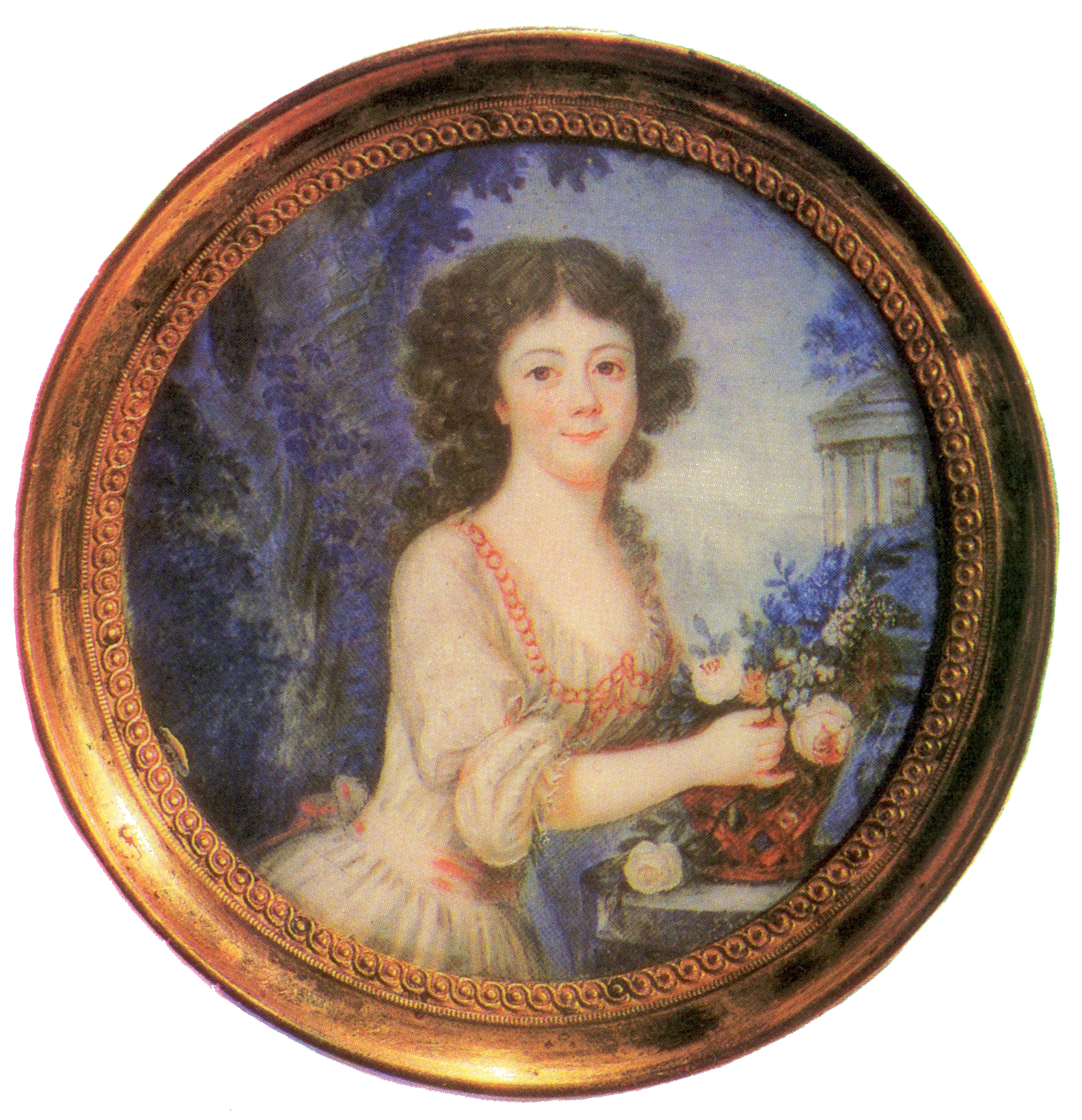
Elizaveta Ivanovna Balabina, prima moglie del principe

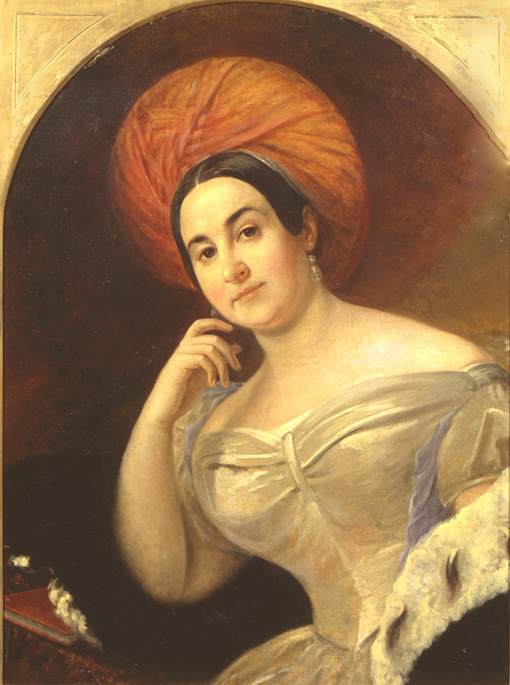
Ekaterina Semёnova Semёnovna, seconda moglie del principe

Il principe Gagarin si sposò due volte ed ebbe un totale di dieci figli. Dalla prima moglie, sposata nel 1796, Elizaveta Ivanovna Balabina (1773-1803), figlia del maggiore generale Balabin e sorella del tenente generale P. I. Balabin, ebbe sei figli ed ella stessa morì di parto:
- Dmitrij (1797-1875), maggiore generale.
- Pavel (1798-1872), filantropo e imprenditore, nel 1840 creò il Teatro di Odessa; tra i suoi figli illegittimi si annoverano l'attore Alexander Lenskij e il filosofo Nikolaj Fëdorov.
- Grigorij (1800-1848)
- Konstantin (1801-?), gemello del successivo
- Aleksandr (1801-1857), tenente generale, gemello del precedente
- Vladimir (1803-1860), cadetto e agronomo

La seconda moglie, sposata nel 1828, era Ekaterina Semёnovna Semёnova (1786-1849), una famosa attrice tragica. Appassionato amante delle arti e soprattutto del teatro, il principe Gagarin si interessò a lei dopo essersi trasferito da Tver' a San Pietroburgo. Vissero inseparabilmente per 15 anni e ebbero un figlio e tre figlie, i quali ad ogni modo non poterono aspirare al titolo nobiliare in quanto il matrimonio era considerato morganatico. La Semёnova, dal canto suo, per molto tempo si rifiutò di contrarre un matrimonio legale col principe, temendo che il legame formale l'avrebbe costretta a lasciare il palco.
- Sofija (181?-?), sposò Michail Fedorovič Lomonosov.
- Nikolaj (181?-?).
- Nadežda (1816-1887), nel 1833 sposò il senatore Matvej Michajlovič Karniolin-Pinskij (1796-1866). Accusata dal marito di fedeltà, ottenne il divorzio ma venne costretta alla relegazione in un monastero dove finì i suoi giorni.
- Aleksandra (182?-?), sposò Nikolaj Michajlovič Licharev.